# Символ торговельної марки
Символ торговельної марки (також символ торгової марки, символ торгівельної марки, символ товарного знака) ™ — це символ, який вказує на те, що щойно вказана марка є торговельною (вона може бути, зокрема, незареєстрованою торговельною маркою. Цей символ доповнює символ зареєстрованої торговельної марки ®, зарезервований для торговельних марок, зареєстрованих відповідним державним органом.
У канадській провінції Квебек для позначення торговельної марки використовується еквівалентний символ marque de commerce 🅪 (U+1F16A). У Канаді також використовується офіційна позначка ⟨Ⓜ⟩, яка вказує на те, що назва або дизайн, які використовуються державними органами Канади, є захищеними. У деяких німецьких публікаціях, особливо в словниках, використовується також графема Warenzeichen 🄮 (U+1F12E), яка є інформативною та не залежить від фактичного статусу захисту назви.

## Використання
Використання символу торговельної марки вказує на те, що слово, зображення або інший знак являє собою торговельну марку; символ не вказує на наявність реєстрації і не забезпечує посилений захист. Зареєстровані торговельні марки позначаються за допомогою символу зареєстрованої торговельної марки ®. У деяких юрисдикціях використання символу зареєстрованої торговельної марки разом із незареєстрованою маркою є незаконним.
Символ знака обслуговування ℠ використовується для позначення затвердження знака обслуговування (торговельної марки для надання послуг). Символ знака обслуговування використовується рідше, ніж знак торговельної марки, особливо за межами Сполучених Штатів.

## Введення за допомогою клавіатури
- Windows: Alt + 0153 (на цифровій клавіатурі)
  - Розкладка QWERTY: Alt Gr+T
- macOS: ⌥ Opt+2 (у деяких розкладках ⌥ Opt+⇧ Shift+2, або ⌥ Opt+⇧ Shift+D, або ⌥ Opt+⇧ Shift+T)
- Linux (і подібні ОС): Compose+T+M
- ChromeOS (і Linux): Ctrl+⇧ Shift+U 2+1+2+2
  - Розширена розкладка QWERTY: AltGr+⇧ Shift+8. (AltGr і зірочка)
- HTML: &trade; або &#8482;[9]
- LaTeX: \texttrademark

## Нестандартні заміни
Іноді імітувати символ торговельної марки намагаються комбінуванням літер ⟨T⟩ і ⟨M⟩:
- (TM), літери у звичайному вигляді, взяті в круглі дужки.
- (Sc #TM), літери, подані капітеллю на базовій лінії.
- TM, літери, подані у надрядковому індексі, як у математичній операції піднесення до степеня.
- ᵀᴹ, з використанням символів з блоку фонетичних розширень[en] у Юнікоді.